# Thủy (Ngũ hành)
Đối với các định nghĩa khác, xem Thủy.
Thủy (水  ) là yếu tố thứ năm trong Ngũ hành.

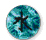
Thủy

## Đặc điểm
Hành Thủy chỉ về mùa đông và nước nói chung, cơn mưa lất phất hay mưa bão. Chỉ bản ngã, nghệ thuật và vẻ đẹp. Thủy có liên quan đến mọi thứ. Khi tích cực, Thủy thể hiện tính nuôi dưỡng, hỗ trợ một cách hiểu biết. Khi tiêu cực, Thủy biểu hiện ở sự hao mòn và kiệt quệ. Kết hợp với cảm xúc, Thủy gợi cho thấy nỗi sợ hãi, sự lo lắng và stress.

## Tính cách người thuộc hành này
Người mạng Thủy giao tiếp tốt. Họ có khiếu ngoại giao và tài thuyết phục. Do nhạy cảm với tâm trạng người khác, họ sẵn sàng lắng nghe. Có trực giác tốt và giỏi thương lượng. Uyển chuyển và dễ thích nghi, họ nhìn sự vật theo quan điểm tổng thể.
- Tích cực: Có khuynh hướng nghệ thuật, thích kết bạn và biết cảm thông.
- Tiêu cực: Nhạy cảm, mau thay đổi và gây phiền nhiễu.

## Vạn vật thuộc hành này
- Sông suối, ao hồ.
- Màu xanh dương và màu đen.
- Gương soi và kính
- Các đường uốn khúc
- Đài phun nước
- Bể cá
- Sông chảy dài
- Tranh về nước.